# Manaccenser
Manaccenser (łac. Diocesis Manaccenseritanus) – stolica historycznej diecezji we Cesarstwie rzymskim w prowincji Mauretania Cezarensis, zlikwidowana w VII wieku podczas ekspansji islamskiej, współcześnie w północnej Algierii. Obecnie katolickie biskupstwo tytularne. 

## Biskupi tytularni
| Lp. | Biskup               | Funkcja                                          | Od               | Do               |
| --- | -------------------- | ------------------------------------------------ | ---------------- | ---------------- |
| 1   | André Jacques        | emerytowany biskup Bomy (Zair)                   | 9 lutego 1967    | 20 września 1976 |
| 2   | James Joseph O’Brien | biskup pomocniczy Westminsteru (Wielka Brytania) | 28 czerwca 1977  | 11 kwietnia 2007 |
| 3   | Peter Elliott        | biskup pomocniczy Melbourne (Australia)          | 30 kwietnia 2007 | 6 sierpnia 2025  |